# توماس أنتوني دالي
توماس أنتوني دالي (بالإنجليزية: Thomas Anthony Daly)‏ هو كاهن كاثوليكي أمريكي، ولد في 30 أبريل 1960 في سان فرانسيسكو في الولايات المتحدة.